# Walter Guillén Soto
Walter Guillén Soto S.D.B. (San Pedro Sula, 6 de dezembro de 1961) é um bispo católico romano hondurenho.

## Vida
Walter Guillén Soto entrou para a ordem religiosa dos Salesianos de Dom Bosco e fez a profissão perpétua em 6 de junho de 1986. Em 5 de novembro de 1988, ele recebeu o sacramento da ordenação sacerdotal.
Após estudos posteriores, obteve a licenciatura em teologia na Universidade Francisco Marroquín na Cidade da Guatemala e em pedagogia e ciências da educação na própria Universidade Dom Bosco em San Salvador. Ele recebeu seu PhD em Educação pela Universidade de Santiago de Compostela. Foi diretor de vários institutos de educação teológica e técnica em Honduras e El Salvador, e às vezes secretário pessoal do Arcebispo de Tegucigalpa. Ele era reitor desde 2017 do Santuário Juvenil Dom Bosco dos Salesianos de Tegucigalpa e, desde 2018,  capelão universitário da Universidade Católica de Honduras. Ele também foi presidente da Associação Interamericana para a Educação Católica CIEC (Confederazione Interamericana dell'Educazione Cattolica).
Em 14 de novembro de 2020, è nomeado pelo Papa Francisco bispo titular de Nasbinca e auxiliar de Tegucigalpa.Antes mesmo receber a consagração episcopal, papa Francisco em 27 de abril de 2021 o nomeou  o primeiro bispo da diocese de Gracias, constituída na mesma data.